# Fonds de promotion de l'industrie
 (février 2025).
Motif : Où sont les sources secondaires, centrées et indépendantes qui montrent que les critères d'admissibilité sont atteints ? De plus, l'article a été rédigé d'un bloc et les sources ont été ajoutées ensuite, par blocs comme ici
- Archive Wikiwix
- Bing
- Cairn
- DuckDuckGo
- E. Universalis
- Gallica
- Google
- G. Books
- G. News
- G. Scholar
- Persée
- Qwant
- (zh) Baidu
- (ru) Yandex
- (wd) trouver des œuvres sur Wikidata

| 1. | Préciser le motif de la pose du bandeau. | Précisez le motif de la pose du bandeau en utilisant la syntaxe suivante : {{admissibilité à vérifier\|date=mars 2025\|motif=remplacez ce texte par le motif}}                                         |
| 2. | Informer les utilisateurs concernés.     | Pensez à avertir le créateur de l'article, par exemple, en insérant le code ci-dessous sur sa page de discussion : {{subst:avertissement admissibilité à vérifier\|Fonds de promotion de l'industrie}} |

Le Fonds de promotion de l'industrie « FPI » est un établissement public de la république démocratique du Congo (RDC), créé le 7 août 1989 par l'ordonnance n° 89-171. Il a pour mission principale de promouvoir le développement industriel du pays en soutenant les industries existantes, en encourageant la création de nouvelles entreprises et en facilitant l'intégration industrielle entre les différents secteurs économiques.

## Missions et objectifs
Le FPI vise,,,,,,, à :
- Soutenir les industries existantes : en apportant un appui financier et technique pour leur modernisation et leur expansion.
- Promouvoir les nouvelles industries : en finançant des projets innovants et en facilitant l'accès au financement pour les entrepreneurs.
- Encourager les petites et moyennes entreprises (PME) : en offrant des conditions de financement adaptées et un accompagnement personnalisé.
- Favoriser l'intégration industrielle : en établissant des liens entre les petites et grandes entreprises, ainsi qu'entre les secteurs industriel et agricole.
- Soutenir la recherche appliquée : en finançant des projets de recherche visant à développer le secteur industriel.

## Ressources et financement
Les ressources financières du FPI proviennent principalement de la taxe de promotion de l'industrie (TPI), instituée par l'ordonnance-loi 89-031 du 7 août 1989. Cette taxe est perçue sur les ventes de produits fabriqués localement et sur les importations de marchandises. Les autres sources de financement incluent les produits d'exploitation, les subventions, les emprunts, ainsi que les revenus de participations et placements financiers,,,,,,.

## Conditions d'intervention
Pour bénéficier du soutien du FPI,,,,,,,, un projet doit :
- Concerner une entreprise industrielle engagée dans la production de biens pour la consommation locale ou l'exportation.
- Disposer d'une organisation appropriée et d'une gestion saine.
- Fournir des garanties couvrant 150% du prêt sollicité, telles que des hypothèques ou des cautions bancaires.

Les petites et moyennes entreprises sans garanties suffisantes peuvent s'affilier à des structures relais ayant des accords avec le FPI. De plus, tout projet doit faire l'objet d'une évaluation technique, économique et financière par les services spécialisés du FPI pour en assurer la viabilité.

## Réalisations et perspectives
Depuis sa création, le FPI a joué un rôle crucial dans le financement de projets industriels, la création d'emplois et le renforcement du tissu économique en RDC. En 2024, lors de la célébration de son 35ᵉ anniversaire, le directeur général Bertin Mudimu Tshisekedi a mis en évidence les efforts déployés pour financer de grands projets, développer des partenariats stratégiques et soutenir les PME. Les défis actuels incluent la gestion des risques, l'adaptation aux innovations technologiques et l'amélioration de la gouvernance. Les perspectives futures du FPI se concentrent sur le financement d'entreprises intégrant des chaînes de valeur, l'appui aux startups, le renforcement des partenariats régionaux et la promotion du développement durable,,,,
En somme, le Fonds de Promotion de l'Industrie demeure un pilier essentiel du développement industriel en RDC, s'engageant à soutenir une croissance économique durable et inclusive.